# Кокорово
Кокорово е село в Южна България. То се намира в Община Смолян, област Смолян.

## География
Село Кокорово се намира в планински район.